# Foxham
Foxham is een voormalig dorp en een buurtschap in de gemeente Midden-Groningen in de provincie Groningen in Nederland. Het behoorde tot 1943 tot het kerspel Kolham en de gemeente Slochteren, waarna het bij Hoogezand werd gevoegd. Door de reconstructie van het Winschoterdiep rond 1960 werden de verbindingen met Duurswold afgesneden. Het is nu een buurt in Hoogezand.
Door het verdwijnen van de draaibrug is de samenhang van de bebouwing verdwenen. Het westelijke deel behoort nu bij de bedrijventerreinen rond Foxhol, het oostelijke deel ligt in een uithoek van de wijk Martenshoek.
Foxham staat afgebeeld op een kaart uit 1648. Het dorp is ontstaan op het grondgebied van Kolham en langs het trekpad van het Winschoterdiep dat hier kort na 1618 is aangelegd. Eerder liep hier al een veendijk die Lodijk werd genoemd. Het eerste deel van de naam is ontleend aan de naam van het Foxholstermeer ('vossenhol'), de uitgang -ham betekent 'hoek, landtong, afgebakend stuk weiland' en zal ontleend zijn aan Kolham.
Bij Foxham lagen de buitenplaats of veenborg Jagtwijk en (rond 1900) de boomkwekerij Kweeklust.
In 1891 werd in Foxham een katholieke kerk voor de parochie Martenshoek gebouwd. Deze Sint-Martinuskerk heeft neogotische elementen met moderne glas-in-loodramen. Achter de kerk ligt al sinds ca. 1860 een begraafplaats. In de kerk is sinds ca. 1990 een glazeniersbedrijf gevestigd.